# Thaumasita
La thaumasita és un mineral de la classe dels sulfats que pertany al grup de l'ettringita. Rep el nom del grec thaumasio, que vol dir sorprenent, en al·lusió a la seva inusual composició amb anions carbonat, sulfat i hexahidroxisilicat.

## Característiques
La thaumasita és un sulfat de fórmula química Ca₃Si(OH)₆(CO₃)(SO₄)(H₂O)₁₂. Cristal·litza en el sistema hexagonal. La seva duresa a l'escala de Mohs és 3,5. És l'anàleg de silici de la carraraïta.
Segons la classificació de Nickel-Strunz pertany al "07.D - Sulfats (selenats, etc.) amb anions addicionals, amb H₂O, amb cations de mida mitjana i grans; amb NO₃, CO₃, B(OH)₄, SiO₄ o IO₃» juntament amb els següents minerals: darapskita, clinoungemachita, humberstonita, ungemachita, bentorita, charlesita, ettringita, jouravskita, sturmanita, carraraïta, buriatita, rapidcreekita, korkinoïta, tatarskita, nakauriïta, chessexita, carlosruizita, fuenzalidaïta i txeliabinskita.

## Formació i jaciments
Va ser descoberta a les mines de Bjelke, també conegudes en singular (mina de Bjelke) i que no s'ha de confondre amb la mina Bjelke de Nordmark,
unes mines sitiades a la muntanya Åreskutan, a la localitat d'Åre (comtat de Jämtland, Suècia). Als territoris de parla catalana ha estat descrita a la carretera C-25 al seu pas per Rajadell (Bages).